# Japanse watersteen
Een Japanse watersteen is een slijpsteen of wetsteen die veel gebruikt wordt voor het slijpen van (keuken)messen. 
Van origine is een Japanse watersteen een natuurlijke steen, maar tegenwoordig is het bijna altijd een synthetische steen die bestaat uit slijpkorrels (vaak aluminiumoxide) vermengd met een zacht basismateriaal. Hieruit worden meestal rechthoekige slijpstenen gemaakt.
Doordat een Japanse watersteen langzaam slijt breken de oude afgesleten slijpkorrels uit en komen er weer nieuwe scherpe slijpkorrels aan het oppervlak. Hierdoor behoudt een Japanse watersteen altijd zijn slijpende werking.
Een Japanse watersteen wordt altijd nat (met water) gebruikt. Veel stenen moeten een tijdje in een bak met water gelegd worden zodat ze zich vol zuigen. Bij sommige (betere) stenen is dit niet nodig omdat ze een zeer dichte structuur hebben. 
Tijdens het slijpen of wetten blijft er liefst een dun laagje water op de steen: dit zorgt ervoor dat de steen niet dicht gaat zitten.
Japanse waterstenen zijn verkrijgbaar in diverse korrelgroottes. Hoe groter het getal, hoe kleiner de korrel. Het onderstaande overzicht geeft globaal de korrels en het typische gebruik aan:
- 100-400 Voorslijpen van botte messen
- 400-1000 1e slijpgang bij onderhoud van messen
- 1000-3000 2e slijpgang
- 3000-10000 polijsten

Heel botte messen worden eerst met een grove korrel geslepen, bijvoorbeeld korrel 100 of 200.
Bij messen die in goede staat zijn begint men met een fijnere korrel, bijvoorbeeld 400, omdat anders onnodig veel materiaal van het mes wordt verwijderd en men langer bezig is om de diepe slijpsporen weer weg te slijpen. Een korrel 1000 tot 3000 is over het algemeen voldoende om het mes af te werken.
Voor het scheermes-scherp maken is een steen met korrel 3.000 tot 10.000 nodig. Hoe fijner de steen, des te scherper de snede zal worden.